# Турнир чемпионок WTA 2013 (квалификация)
Турнир чемпионок WTA 2013 — одно из итоговых соревнований WTA.

## Критерии отбора
6 теннисисток отбирались по рейтингу WTA на конец сезона международной серии турниров из числа тех, кто смог за этот период выиграть хотя бы одно соревнование этой категории, но не принимающих участие в итоговом турнире года в Стамбуле.
Ещё две теннисистки получают специальное приглашение от организаторов (их место в рейтинге и количество выигранных турниров международной категории никак не регламентируется).
Помимо всего в турнире, как правило, не участвуют игроки, представляющие команды-финалистки Кубка Федерации, проводящегося в эти же сроки.

## Отбор

### Победители турниров 2013 года в международной категории
| Теннисистка            | Выигранные турниры            |
| ---------------------- | ----------------------------- |
| Агнешка Радваньская    | Окленд Сеул                   |
| Ли На                  | Шэньчжэнь                     |
| Елена Веснина          | Хобарт                        |
| Мария Кириленко        | Паттайя                       |
| Марина Эракович        | Мемфис                        |
| Елена Янкович          | Богота                        |
| Моника Никулеску       | Флорианополис                 |
| Сара Эррани            | Акапулько                     |
| Каролина Плишкова      | Куала-Лумпур                  |
| Анастасия Павлюченкова | Монтеррей Оэйраш              |
| Роберта Винчи          | Катовице Палермо              |
| Франческа Скьявоне     | Марракеш                      |
| Ализе Корне            | Страсбург                     |
| Симона Халеп           | Нюрнберг Хертогенбос Будапешт |
| Даниэла Гантухова      | Бирмингем                     |
| Ивонн Мойсбургер       | Бад-Гаштайн                   |
| Серена Уильямс         | Бостад                        |
| Элина Свитолина        | Баку                          |
| Магдалена Рыбарикова   | Вашингтон                     |
| Бояна Йовановски       | Ташкент                       |
| Луция Шафаржова        | Квебек                        |
| Чжан Шуай              | Гуанчжоу                      |
| Саманта Стосур         | Осака                         |
| Анжелика Кербер        | Линц                          |
| Каролина Возняцки      | Люксембург                    |

### Рейтинг WTA победительниц турниров
| Одиночный рейтинг WTA (21 октября 2013) | Одиночный рейтинг WTA (21 октября 2013) | Одиночный рейтинг WTA (21 октября 2013) | Одиночный рейтинг WTA (21 октября 2013) |
| №                                       | Теннисистка                             | Побед                                   |                                         |
| --------------------------------------- | --------------------------------------- | --------------------------------------- | --------------------------------------- |
| 1                                       | Серена Уильямс                          | 1                                       |                                         |
| 4                                       | Агнешка Радваньская                     | 2                                       |                                         |
| 5                                       | Ли На                                   | 1                                       |                                         |
| 7                                       | Сара Эррани                             | 1                                       |                                         |
| 8                                       | Елена Янкович                           | 1                                       |                                         |
| 9                                       | Анжелика Кербер                         | 1                                       |                                         |
| 10                                      | Каролина Возняцки                       | 1                                       |                                         |
| 13                                      | Роберта Винчи                           | 2                                       |                                         |
| 14                                      | Симона Халеп                            | 3                                       |                                         |
| 18                                      | Мария Кириленко                         | 1                                       |                                         |
| 19                                      | Саманта Стосур                          | 1                                       |                                         |
| 25                                      | Елена Веснина                           | 1                                       |                                         |
| 26                                      | Анастасия Павлюченкова                  | 2                                       |                                         |
| 27                                      | Ализе Корне                             | 1                                       |                                         |
| 29                                      | Луция Шафаржова                         | 1                                       |                                         |
| 33                                      | Даниэла Гантухова                       | 1                                       |                                         |
| 37                                      | Бояна Йовановски                        | 1                                       |                                         |
| 38                                      | Магдалена Рыбарикова                    | 1                                       |                                         |
| 40                                      | Элина Свитолина                         | 1                                       |                                         |
| 42                                      | Франческа Скьявоне                      | 1                                       |                                         |
| 50                                      | Ивонн Мойсбургер                        | 1                                       |                                         |
| 52                                      | Марина Эракович                         | 1                                       |                                         |
| 54                                      | Моника Никулеску                        | 1                                       |                                         |
| 61                                      | Чжан Шуай                               | 1                                       |                                         |
| 63                                      | Каролина Плишкова                       | 1                                       |                                         |

* — Золотым цветом выделены теннисистки, которые входят в ТОП-8 Чемпионской гонки, и не классифицируются для участия в данном турнире.
* — Отдельно выделены оставшиеся представители Италии и России — как представители финалистов команд Кубка Федерации этого сезона, проводящегося в эти же сроки.
* — Возняцки отказалась от участия в турнире.

## Итоговый список квалифицировавшихся
| поз | Теннисистка            |
| --- | ---------------------- |
| 1   | Симона Халеп           |
| 2   | Мария Кириленко        |
| 3   | Саманта Стосур         |
| 4   | Елена Веснина          |
| 5   | Анастасия Павлюченкова |
| 6   | Ализе Корне            |
| WC  | Ана Иванович           |
| WC  | Цветана Пиронкова      |
| Alt | Элина Свитолина        |